# Línea Jerez-Bonanza
La línea Jerez-Bonanza fue una pequeña línea férrea de 29 kilómetros de longitud que enlazaba los municipios españoles de Jerez de la Frontera y Sanlúcar de Barrameda. A lo largo de su existencia el trazado tuvo un carácter local y estuvo dedicado principalmente al tráfico de mercancías. La línea estuvo operativa entre 1877 y 1965, fecha en que sería clausurada al tráfico. 

## Historia
Los orígenes de este ferrocarril se remontan al siglo XIX, con el fin de dar salida marítima a la producción vinícola de Jerez de la Frontera. Aunque durante décadas hubo diversas iniciativas encaminadas a sus construcción, estas no llegaron a materializarse. El empresario Joaquín de la Gándara obtuvo la concesión en la década de 1860, iniciándose los trabajos de construcción. En 1877 entró en servicio el trazado entre la estación de Jerez-Alcubilla y Sanlúcar de Barrameda, de 22,6 kilómetros de longitud. Tras la creación de la Compañía de los Ferrocarriles Andaluces, en 1877, el trazado se integró en la nueva empresa. Al año siguiente entró en servicio un ramal de 2,6 kilómetros que enlazaba las estaciones de Alcubilla y Jerez de la Frontera, mientras que en 1884 se prolongó la línea hasta Bonanza.
En 1936, durante la Segunda República, «Andaluces» fue incautada por el Estado debido a sus problemas económicos, y asignada la gestión de sus líneas férreas a la Compañía Nacional de los Ferrocarriles del Oeste. Esta situación no duró mucho, ya que en 1941, con la nacionalización de la red férrea de ancho ibérico, el trazado pasó a manos de RENFE. Bajo la nueva propietaria el uso de la línea decayó, en tanto que el tráfico vinícola se desvió hacia el puerto de Sevilla. RENFE clausuró al tráfico la línea el 1 de octubre de 1965, siendo desmantelada con posterioridad.